# Baía de Nakagusuku
A Baía de Nakagusuku (em japonês: 中城湾; Nakagusuku-wan, em uchinaaguchi ou okinawano central: Nakagushiku-widu) é uma baía na costa sul da Ilha de Okinawa, no Oceano Pacífico, no Japão. A baía cobre 220 km² (85 mi²) e sua profundidade varia entre 10 m (33 ft) e 15 m (49 ft). Ao redor da baía estão as cidades de Uruma, Kitanakagusuku, Nakagusuku, Nishihara, Yonabaru, Nanjō, todas parte da prefeitura de Okinawa. 
Durante os últimos meses da Segunda Guerra Mundial, a baía se tornou uma base avançada da Marinha dos Estados Unidos, e recebeu o nome de Baía de Buckner.

## Visão geral
Nakagusuku é uma grande baía aberta, ocupando toda a área ao sul da Baía de Kin-Nakagusuku. Ao largo de sua costa, recifes de corais se estendem por uma distância considerável. O interior da baía é particularmente repleto de rochas inundadas e submersas, tornando-a inadequada para ancoragem.
Ao norte da baía se encontra a seção Shinko e, ao sudoeste está a Baía de Yonabaru. No extremo sudoeste de Kudaka Shima (26°10′ N 127° 54′ E) está a Baía de Tokujin. Há, também, um porto naval chamado White Beach, utilizado exclusivamente pela Marinha dos Estados Unidos, a noroeste da Península de Katsuren.
As entradas para a baía estão localizadas ao sul, e são Kudaka Kuchi (26° 09.0′ N 127° 53.0′ E), Tsuken Kuchi (26° 16.5′ N 127° 59.0′ E), Hamahiga Kuchi (26° 20.5′ N 128° 00.5′ E) e Tachii Kuchi (26° 13.0′ N 127° 57.0′ E), esta última sendo a entrada principal, com 2 milhas (3,22 km) de largura e 55 metros de profundidade, local em que se encontra uma bóia luminosa no centro do canal de entrada. Este porto movimenta petróleo bruto e produtos para a prefeitura de Okinawa.

## História

### Baía de Perry
Em 1852, enquanto visitava o Reino de Ryukyu, o Comodoro Matthew Perry mapeou Okinawa e batizou a baía como Baía de Perry. No entanto, este nome não pegou, e a maioria do mundo continuou a chamá-la Baía de Nakagusuku. Em 1879 , depois da anexação do Arquipélago de Ryūkyū pelo Japão, incluindo Okinawa, o nome japonês continuou a ser empregado.

### Baía de Buckner
Em junho de 1945, as forças americanas tomaram Okinawa e, assim, a Baía de Nakagusuku se tornou um ancoradouro importante para os Estados Unidos. As tropas do Exército dos Estados Unidos mudaram o nome do local para Baía de Buckner, em homenagem ao Tenente-General Simon Bolivar Buckner Jr., comandante das forças terrestres americanas na Guerra do Pacífico, morto em 18 de junho daquele ano enquanto visitava um posto de observação avançado perto da ponta sudoeste da ilha.
A Base Naval da Baía de Buckner foi construída pelo Batalhão de Construção Naval 4 na baía, formada de um ancoradouro, navios de reparo e depósito, além de instalações de apoio em terra para a frota dos Estados Unidos que estava operando Japão. A base também servia como centro de suprimentos e logística para as forças presentes em Okinawa, e foi atacada diversas vezes durante as semanas finais da guerra. O USS Pennsylvania (BB-38) foi torpedeado por uma aeronave japonesa enquanto estava na base, que continuou a operar no período imediatamente após a guerra.
Em outubro de 1945, o Tufão Louise atingiu a Baía de Buckner, causando grandes danos. Quinze navios mercantes foram parar em terra firme, alguns deles com danos irrecuperáveis. Três contratorpedeiros da Marinha dos Estados Unidos também naufragaram. Mais de 200 outras embarcações militares dos EUA, incluindo seis lanchas de desembarque de veículos pesados. Diversos barcos de propósito especial, barcos de patrulha e embarcações de desembarque ficaram encalhados, foram severamente danificados ou completamente destruídos. Cerca de oitenta por cento dos edifícios na baía foram completamente destruídos, e mais de 60 aeronaves que se encontravam nas pistas de pouso locais foram danificadas.
Quando a soberania sobre Okinawa foi devolvida ao Japão em 15 de maio de 1972, a Baía de Buckner voltou a ser chamada de Baía de Nakagusuku. A permanência de bases militares dos Estados Unidos no local foi permitida, e perdura até os dias de hoje, sendo que algumas das 39 instalações militares norte-americanas são compartilhadas com unidades da Força de Autodefesa Japonesa.

### Dias atuais
Atualmente, o Porto Naval de White Beach na Baía de Buckner está localizado está localizado no extremo sul da Península de Katsuren. A baía também é chamada de Katchin Wan. O Píer de Munição da Marinha de White Beach e o Píer do Exército de White Beach se estendem até a Baía de Nakagusuku. Tatsu Kuchi, a entrada principal da baía — cercada de um grande número de ilhas grandes e pequenas, recifes e águas rasas —, está localizada a 18 milhas náuticas a norte-nordeste da ponta mais ao sul de Okinawa. White Beach também se localiza a cerca de 14 milhas náuticas a nordeste de Naha. 
O Píer de Tengan (26°24.2'N 127°51.1'E) está localizado no extremo oeste da Baía de Kin Wan. A Baía de Kin Wan fica no lado centro-leste de Okinawa, entre Kin Saki (Ponto Kin) e a Península de Katsuren.

## Instalações americanas e japonesas

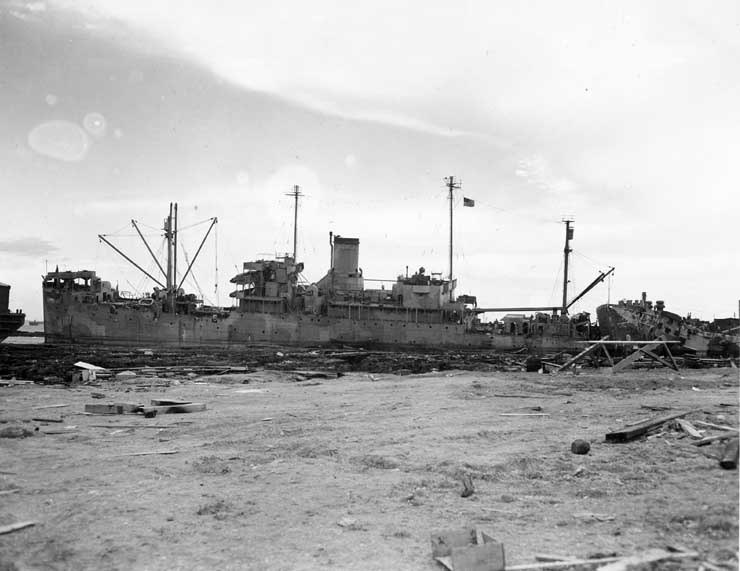
O USS Ocelot (IX-110), encalhado na Baía de Buckner, em Okinawa, em novembro de 1945. Sua popa foi cortada quando o USS Nestor (ARB-6), visível à direita, colidiu com ele durante uma tempestade.

Existem dois píeres em White Beach. O Píer da Marinha está sob controle da CFAO (em inglês: U.S. Navy Commander Fleet Activities Okinawa, Frota de Comando da Marinha dos Estados Unidos em Okinawa), também sendo usada pelo MSC (em inglês: Military Sealift Command, Comando de Transporte Marítimo Militar) como cais de apoio para o manuseio de munições. A autoridade coordenadora das embarcações da Marinha dos Estados Unidos em ambos os píeres é o Controle Portuário de Buckner, em White Beach.
O Píer da Marinha é usado principalmente por navios da Marinha dos Estados Unidos, e por caça-minas da Força de Autodefesa Japonesa. O píer tem aproximadamente 732 m (2 400 ft) de comprimento, e consiste de uma passagem de terra de 12,2 m (40 ft) de largura por by 372 m (1 200 ft) de comprimento, e de uma passagem estrutural com 11,9 m (39 ft) de largura por 117,8 m (390 ft)de comprimento, conectada ao píer principal. O espaço para atracação no Píer Leste é de 240,8 m (790 ft); o espaço para atracação no Píer Oeste é de 246,9 m (810 ft). O Píer da Marinha possui estacas de concreto reforçado com uma superfície feita de concreto de aço. A altura do convés é de 3,1 m (10 ft) e, além do píer, existem também dois conveses de atracação de 7,6 m (25 ft) por 38,1 m (130 ft). Os navios podem atracar na proa ou na proa destes locais.
O Píer do Exército é uma passagem coberta por asfalto, que se conecta a um píer de aço reforçado com concreto e com uma face sólida voltada para o fundo do mar. As dimensões totais do píer e da passagem são de aproximadamente 373 m (1 200 ft) de comprimento por 30,5 m (100 ft) de largura. A seção do píer para atracação possui aproximadamente 160 m (520 ft) de comprimento, contando com uma altura de deque de 3,1 m (10 ft).
A Associação de Pilotos de Naha realiza serviços de piloto. O agendamento de um piloto deve ser realizado com antecedência, para que esta pessoa possa viajar de Naha para a Baía de Buckner. Três rebocadores comerciais japoneses com potência nominal de 3 200 hp estão disponíveis para White Beach. É mandatório que um piloto atraque as embarcações da Marinha dos EUA nos píeres de White Beach, mas não é necessária a presença de um piloto ao ancorar. Os pilotos normalmente não embarcam em navios com ventos do norte com velocidades maiores do que 30 nós, ou ventos do sul com velocidades maiores do que 26 nós. Ondas que sejam mais altas do que 1,5 m (4,9 ft) tornam a entrada ou saída do navio muito difícil. Todos os pilotos falam a língua inglesa para transmitir ordens de leme e motor. Além disso, um capitão de doca qualificado, fluente em japonês, fica estacionado no cais para auxiliar nas evoluções do processo de atracação. O piloto e o rebocador usam principalmente o Canal 13 VHF-FM, mas podem ser contatados inicialmente pelo Canal 16 VHF-FM. O ponto de coleta do piloto fica nas proximidades de 26°14'N 127°55'E. Se necessário, um segundo rebocador normalmente encontrará o navio em 26°16.4'N 127°54.3'E.
As atividades de ancoragem e de atracação para as embarcações da Marinha americana são realizadas pelo Controle Portuário da Marinha em White Beach, autoridade que pode ser contatada através do Canal 16 VHF-FM, ou em 2716 kHz USB. Não existem instalações de reparo localizadas em White Beach.
O Píer de Tengan é o principal local de operações de carga de munição militar dos Estados Unidos em Okinawa. As operações de manuseio de munição e de explosivos são realizadas ali, iniciando-se às 08:00 da manhã e prosseguindo até o pôr do sol. O Píer de Tengan possui proteção limitada contra o clima. Os berços de ancoragem podem ser coordenados por um agente localizado no navio ou a partir do MSC (em inglês: Military Sealift Command, Comando de Transporte Marítimo Militar). O ponto de encontro dos pilotos é 26°25'N 127°58'E. Cinco rebocadores com potência nominal de 3.200hp estão disponíveis na Baía de Kin Wan.
O Píer de Tengan Pier tem 25 m (82 ft) de largura e 250 m (820 ft) de comprimento, com uma construção sólida, reforçada com concreto. O píer pode acomodar duas embarcações, sendo uma de cada lado, e está conectado à terra firme através de uma passagem que mede 11 m (36 ft) de largura por 400 m (1 300 ft) de comprimento. A atracação de navios deve ser autossustentável, já que não existem tomadas elétricas em terra, nem linhas de comunicação ou de combustível para abastecimento. Também não existem instalações de reparo disponíveis na vizinhança do Píer de Tengan.

Cerca de 95% dos navios do MSC rumam para White Beach e o Píer de Tengan devido às restrições de profundidade existentes no Porto de Naha.